# کینگزلی بن‌ادیر
کینگزلی بن آدیر (انگلیسی: Kingsley Ben-Adir؛ زادهٔ ۲۸ فوریهٔ ۱۹۸۶) یک هنرپیشه اهل بریتانیا است. در تئاترهای لندن چندین نمایش اجرا کرده است. نقش کارآگاه خصوصی کریم واشنگتن در فصل دوم سریال نتفلیکس او ای بازی کرد.از سال ۲۰۱۷ تا ۲۰۱۹، 
او در سریال‌های شبکه بی‌بی‌سی وان ظاهر شد و هم‌چنین در سریال موفق تلویزیونی پیکی بلایندرز ظاهر شد. در سال ۲۰۲۰، او در نقش مالکوم ایکس در فیلم یک شب در میامی استودیو آمازون به ایفای نقش پرداخت.

## اوایل زندگی
بن آدیر در گاسپل اوک، لندن، انگلستان، از مادری سیاه پوست ترینیدادی و پدری سفیدپوست بریتانیایی زاده شد.او به مدرسه ویلیام الیس در انجیل اوک، شمال غربی لندن رفت. در سال ۲۰۱۱ از مدرسه موسیقی و نمایش گیلدهال فارغ التحصیل شد.

## حرفه
از سال ۲۰۱۷ تا ۲۰۱۹، بن آدیر در فصل های چهار و پنج سریال تلویزیونی بی بی سی وان پیکی بلایندرز ظاهر شد و نقش سرهنگ بن یونگر را بازی کرد.
در سال ۲۰۲۰، بن آدیر در نقش مالکوم ایکس در فیلم یک شب در میامی به کارگردانی  رجینا کینگ بازی کرد. بن آدیر در کنار الی گوری (کاسیوس کلی)، لزلی اودوم جونیور (سم کوک) و آلدیس هاج (جیم براون) بازی کرد.
در مارس ، ددلاین هالیوود گزارش داد که بن آدیر به عنوان شرور اصلی به سریال تهاجم مخفی برای دنیای سینمایی مارول پیوسته است. در فوریه ۲۰۲۲، بن آدیر قرار بود نقش باب مارلی را در فیلم بیوگرافی خود به کارگردانی رینالدو مارکوس گرین بازی کند.

## گزیدهٔ نقش‌آفرینی‌ها
- جنگ جهانی زد
- تعدی بر ما
- شاه آرتور: افسانه شمشیر
- مسافر همیشگی
- نوئل
- یک شب در میامی

### مجموعه‌های تلویزیونی
- مارپل آگاتا کریستی
- آدمکشان میدسامر
- مرگ در بهشت
- ورا
- پیکی بلایندرز
- دولت پنهان
- او ای
- تهاجم مخفی